# Basidiodendron spinosum
Basidiodendron spinosum är en svampart som först beskrevs av Lindsay Shepherd Olive, och fick sitt nu gällande namn av Wojewoda 1981. Basidiodendron spinosum ingår i släktet Basidiodendron, ordningen Auriculariales, klassen Agaricomycetes, divisionen basidiesvampar och riket svampar.   Inga underarter finns listade i Catalogue of Life.